# جيرهارد هان
جيرهارد هان (بالألمانية: Gerhard Hahn)‏ هو باحثة في  الدراسات الألمانية ألماني، ولد في 1933 في آش ‏ في التشيك.